# Anna Avdéyeva
Anna Mijáilovna Avdéyeva (en ruso: Анна Михайловна Авде́ева; Oremburgo, Rusia, 6 de abril de 1985) es una atleta rusa, especialista en la prueba de lanzamiento de peso en la que llegó a ser medallista de bronce europea en 2010.

## Carrera deportiva
En el Campeonato Europeo de Atletismo de 2010 ganó la medalla de bronce en el lanzamiento de peso, llegando hasta los 19.39 metros, siendo superada por las bielorrusas Nadzeya Astapchuk (oro con 20.48 m) y Natallya Khareneka-Mikhnevich (plata con 19.53 m).